# هيركيه
هيركيه هي مدينة في  قوجه ايلي، تركيا، وهي موجودة إلي الشمال من  خليج إزميد (Gulf of İzmit)، وبالقرب من إسطنبول. تشتهر بسجاد هيركيه (Hereke carpet). كانت مقيدة إلى مقاطعة جبزي حتى تم نقلها إلى كورفيز (Körfez, Kocaeli) في عام 1987 وبقيت في وضع البلدية حتى عام 2009. وتتكون من 17 أغسطس، أغاه أتيش، جمهوريتت، حاجي عاكف، كيشلدايزو (القرية سابقاً)، سنيلونينه (القرية سابقاً) ومحله يوكاري هيركيه. ويمكن الوصول إليها عن طريق الحافلة الصغيرة (من جبزي وإزميد) ، والحافلات العامة (من دريكا، وجبزي وإزميد)، وقطار أدابازاري السريع، والسفينة والحافلة البحرية.

## روابط خارجية
- تقنيات النسيج